# Sorgun
Sorgun es una ciudad y distrito de la provincia de Yozgat en la región de Anatolia Central de Turquía. Sorgun es el distrito más grande y poblado de Yozgat. Cubre un área de 1769 km² y la población es 120 262 de los cuales 53 884 viven en la ciudad de Sorgun (censo de 2000).